# Porte de Clignancourt (metropolitana di Parigi)
Porte de Clignancourt è una stazione della metropolitana di Parigi, capolinea della linea 4. Si trova nel XVIII arrondissement di Parigi e serve il quartiere omonimo. Da essa si ha accesso al mercato delle pulci di Saint-Ouen nella zona nordest di Parigi.

## La stazione

### Origine del nome
L'antico agglomerato di Clignancourt apparteneva all'abbazia di Saint-Denis. Al momento della costruzione della recinzione di Thiers, venne dato questo nome alla porta che dava accesso all'agglomerato. L'agglomerato venne annesso alla città di Parigi con legge del 16 giugno 1859.

### Storia
La stazione venne aperta il 21 aprile 1908.

### Accessi
- 79, boulevard Ornano
- 80 bis, boulevard Ornano
- 82, boulevard Ornano

## Interconnessioni
- Bus RATP - 56, 85, PC3, 137, 166, 255, 540
- Noctilien - N14, N44